# José María Plá
José María Plá Machado (Maldonado, 15 ottobre 1794 – Montevideo, 23 aprile 1869) è stato un politico uruguaiano.
È stato Presidente dell'Uruguay dal 15 febbraio al 1º marzo 1856.